# Sportowiec roku NRD
Sportowiec roku NRD – organizowany przez „Junge Welt” plebiscyt na najlepszego wschodnioniemieckiego sportowca. Miano „sportowca roku” otrzymywała osoba, która otrzymała najwięcej głosów czytelników gazety spośród kandydatów wyłonionych przez wschodnioniemieckich dziennikarzy.

## Zwycięzcy
| Rok  | Mężczyźni             | Mężczyźni         | Kobiety             | Kobiety              |
|      | Zawodnik              | Dyscyplina        | Zawodniczka         | Dyscyplina           |
| ---- | --------------------- | ----------------- | ------------------- | -------------------- |
| 1953 | Gustav-Adolf Schur    | kolarstwo         | nie przyznawano     | nie przyznawano      |
| 1954 | Gustav-Adolf Schur    | kolarstwo         | nie przyznawano     | nie przyznawano      |
| 1955 | Gustav-Adolf Schur    | kolarstwo         | nie przyznawano     | nie przyznawano      |
| 1956 | Gustav-Adolf Schur    | kolarstwo         | nie przyznawano     | nie przyznawano      |
| 1957 | Gustav-Adolf Schur    | kolarstwo         | nie przyznawano     | nie przyznawano      |
| 1958 | Gustav-Adolf Schur    | kolarstwo         | Karin Beyer         | pływanie             |
| 1959 | Gustav-Adolf Schur    | kolarstwo         | Gisela Birkemeyer   | lekka atletyka       |
| 1960 | Gustav-Adolf Schur    | kolarstwo         | Ingrid Krämer       | skoki do wody        |
| 1961 | Gustav-Adolf Schur    | kolarstwo         | Ute Starke          | gimnastyka           |
| 1962 | Helmut Recknagel      | skoki narciarskie | Ingrid Krämer       | skoki do wody        |
| 1963 | Klaus Ampler          | kolarstwo         | Ingrid Krämer       | skoki do wody        |
| 1964 | Klaus Urbanczyk       | piłka nożna       | Ingrid Krämer       | skoki do wody        |
| 1965 | Jürgen May            | lekka atlektyka   | Hannelore Suppe     | lekka atletyka       |
| 1966 | Frank Wiegand         | pływanie          | Gabriele Seyfert    | łyżwiarstwo figurowe |
| 1967 | Roland Matthes        | pływanie          | Karin Janz          | gimnastyka           |
| 1968 | Roland Matthes        | pływanie          | Margitta Gummel     | lekka atletyka       |
| 1969 | Roland Matthes        | pływanie          | Petra Vogt          | lekka atletyka       |
| 1970 | Roland Matthes        | pływanie          | Erika Zuchold       | gimnastyka           |
| 1971 | Roland Matthes        | pływanie          | Karin Balzer        | lekka atletyka       |
| 1972 | Wolfgang Nordwig      | lekka atletyka    | Karin Janz          | gimmnastyka          |
| 1973 | Roland Matthes        | pływanie          | Kornelia Ender      | pływanie             |
| 1974 | Hans-Georg Aschenbach | skoki narciarskie | Kornelia Ender      | pływanie             |
| 1975 | Roland Matthes        | pływanie          | Kornelia Ender      | pływanie             |
| 1976 | Waldemar Cierpinski   | lekka atletyka    | Kornelia Ender      | pływanie             |
| 1977 | Rolf Beilschmidt      | lekka atletyka    | Rosemarie Ackermann | lekka atletyka       |
| 1978 | Udo Beyer             | lekka atletyka    | Marita Koch         | lekka atletyka       |
| 1979 | Bernd Drogan          | kolarstwo         | Marita Koch         | lekka atletyka       |
| 1980 | Waldemar Cierpinski   | lekka atletyka    | Maxi Gnauck         | gimnastyka           |
| 1981 | Lothar Thoms          | kolarstwo         | Ute Geweniger       | pływanie             |
| 1982 | Bernd Drogan          | kolarstwo         | Marita Koch         | lekka atletyka       |
| 1983 | Uwe Raab              | kolarstwo         | Marita Koch         | lekka atletyka       |
| 1984 | Uwe Hohn              | lekka atletyka    | Katarina Witt       | łyżwiarstwo figurowe |
| 1985 | Jens Weißflog         | skoki narciarskie | Marita Koch         | lekka atletyka       |
| 1986 | Olaf Ludwig           | kolarstwo         | Heike Drechsler     | lekka atletyka       |
| 1987 | Torsten Voss          | lekka atletyka    | Silke Gladisch      | lekka atletyka       |
| 1988 | Olaf Ludwig           | kolarstwo         | Kristin Otto        | pływanie             |
| 1989 | Andreas Wecker        | gimnastyka        | Kristin Otto        | pływanie             |